# 卡沙罗克鱼属
卡沙羅克魚屬為輻鰭魚綱下的一種魚類，在演化關係上接近於現生的鯕鯖。生存於始新世早期的伊普雷斯階，化石發現於土庫曼巴爾坎州東部的Uylya-Kushlyuk村（Danata 組）與印度拉賈斯坦邦的巴爾梅爾縣。標準體長（吻端至尾鰭基部）9 至 20 公分，其中於印度發現的族群（未定種  Kushlukia sp.）體型較小。